# الانگودی، پادوکاتای
الانگودی، پادوکاتای (به انگلیسی: Alangudi, Pudukkottai) یک منطقهٔ مسکونی در هند است که در تامیل نادو واقع شده‌است.

## خصوصیات
الانگودی ۱۰٬۷۴۲ نفر جمعیت دارد و ۷۹ متر بالاتر از سطح دریا واقع شده‌است.